# Juin 1831

## Événements
- 4 juin : le Congrès national belge choisit comme roi le prince Léopold de Saxe-Cobourg, veuf de la princesse Charlotte, fille du roi d’Angleterre George IV, et candidat de l’Angleterre. Celui-ci accepte la couronne de Belgique le 26 juin sous réserve de l'acceptation par le Congrès national belge des 18 articles de la Conférence de Londres de janvier 1831.

- 6 juin, France : ordonnance sur la mise en état de siège de Paris.

- 6 juin - 1er juillet : voyage officiel de Louis-Philippe dans l’Est de la France : Meaux, Château-Thierry, Chalons, Valmy, Verdun, Metz, Nancy, Lunéville, Strasbourg, Colmar, Mulhouse, Besançon, Troyes.

- 14 - 16 juin, France : émeutes à Paris, réprimées par la Garde nationale et les unités de ligne. Violentes échauffourées au faubourg Saint-Denis et boulevard Bonne-Nouvelle.

- 16 juin : premier numéro du Moniteur belge.

- 23 juin, France : ordonnance avançant au 23 juillet l’ouverture de la session parlementaire.

## Naissances
- 3 juin : Robert Grant Haliburton, avocat et anthropologue canadien († 6 mars 1901).
- 7 juin : Amelia Ann Blanford Edwards (morte en 1892), égyptologue britannique.
- 13 juin : James Clerk Maxwell (mort en 1879), physicien et mathématicien écossais.
- 28 juin : 
  - József Joachim, violoniste hongrois.
  - Fernand de Rossius, homme politique belge († 29 novembre 1885).

## Décès
- 27 juin : Sophie Germain (née en 1776), mathématicienne française.
- 29 juin : Le baron Heinrich Friedrich Karl vom Stein (° 1757), homme politique prussien, qui œuvra par ses réformes pour la modernisation de la Prusse.